# Amblyeleotris neumanni
Amblyeleotris neumanni là một loài cá biển thuộc chi Amblyeleotris trong họ Cá bống trắng. Loài cá này được mô tả lần đầu tiên vào năm 2006.

## Từ nguyên
Từ định danh neumanni được đặt theo tên của Mike Neumann, nhiếp ảnh gia dưới nước, người đã giúp thu thập và chụp ảnh loài cá bống này cho các tác giả.

## Phân bố và môi trường sống
A. neumanni hiện chỉ được biết đến ở ngoài khơi đảo Lolobau (Papua New Guinea) trên biển Bismarck. A. neumanni được thu thập và quan sát trên nền cát và đá vụn ở độ sâu khoảng 26 m.

## Mô tả
Chiều dài cơ thể lớn nhất được ghi nhận ở A. neumanni là 5,5 cm. Đầu và thân màu trắng xám, có 4 sọc màu nâu cam, lốm đốm các vệt nâu ở khoảng trắng giữa các sọc. Vây lưng có các đốm cam. Vây hậu môn có các dải đen, cam, xanh lam và xanh lục kề nhau. Vây bụng màu xanh lam nhạt hoặc xanh lục.
Số gai vây lưng: 7; Số tia vây lưng: 12–13; Số gai vây hậu môn: 1; Số tia vây hậu môn: 13; Số gai vây bụng: 1; Số tia vây bụng: 5; Số tia vây ngực: 19.

## Sinh thái
Trong mùa sinh sản, A. neumanni sống thành từng đôi, trứng được cá bố bảo vệ. Chúng sống cộng sinh với tôm gõ mõ Alpheus rapacida.